# 王鹗 (清朝)
王鶚（？—？），字藥巖，號瞻飛，江蘇崑山人，清朝官員。

## 生平
王鶚為監生出身，經加捐，授泉州府通判。乾隆五年（1740年）十月任澎湖通判，兩年後任滿。乾隆十六年（1751年）接替俞唐，任台灣府淡水撫民同知。乾隆十八年（1753年）以同知身份攝理彰化縣知縣職務，任內主持首度重修彰化孔廟，卻資金不足僅重修櫺星門。